# (1483) Hakoila
(1483) Hakoila – planetoida z pasa głównego asteroid okrążająca Słońce w ciągu 4 lat i 175 dni w średniej odległości 2,72 au. Została odkryta 24 lutego 1938 roku w Obserwatorium Iso-Heikkilä w Turku przez Yrjö Väisälä. Nazwa planetoidy pochodzi od Kostiego Johannesa Hakoili (1898-?), asystenta odkrywcy. Przed nadaniem nazwy planetoida nosiła oznaczenie tymczasowe (1483) 1938 DJ1.